# Marguerite Weidauer-Wallenda
Marguerite Weidauer, née Marguerite Wallenda le 24 juillet 1882 à Mayence (Allemagne) et morte le 15 juin 1972 à Berne (Suisse), est une foraine de nationalité allemande et établie en Suisse. Elle est connue pour avoir possédé le premier grand-huit de Suisse.

## Biographie

### Enfance et formation
Marguerite Weidauer-Wallenda est issue d'une famille de forains. Son père, Philipp Wallenda, possède une collection de curiosités et des figures de cirques tandis que sa mère, Anna Suter, est funambule. La famille s'établit à Bienne alors que Marguerite est encore enfant. Elle y fait ses classes. La ville est à l'époque une halte courante des forains et des gens du voyage. D'après le clown Grock, une autre célébrité biennoise de l'époque, Bienne était alors « la ville la moins bourgeoise de Suisse ».
Marguerite Weidauer-Wallenda a étudié dans les écoles biennoises. Elle y a appris le dialecte alémanique, le français et aurait aussi appris l'italien. Elle aurait souhaité être médecin, mais son père y était opposé.

### Vie de famille
En 1908, elle épouse Heinrich Weidauer (1874 - 1941), également forain et dompteur. Sans enfants, le couple obtient la bourgeoisie de Bienne en 1934. Depuis 1910, Marguerite Weidauer-Wallenda était naturalisée suisse et indiquée comme originaire des Breuleux. À la suite du décès de son mari en 1941, elle continue à diriger seule l'entreprise de carrousels, pendant 28 ans.

### Pionnière du cinéma
La première passion de Marguerite Weidauer-Wallenda est le cinéma, qui était à l'époque une technologie toute récente. L'histoire ne dit pas si elle assista à la première projection publique de courts métrages (également appelées « images vivantes ») à Bienne par les frères Lumière, le 10 mars 1897 à la Tonhalle. Dès 16 ans, la jeune femme se passionne pour la technique du cinématographe et convient d'un contrat avec Georges Hipleh-Walt, pour louer caméra et projecteur. Georges Hipleh-Walt, fut le premier propriétaire d'un cinéma permanent à la rue de Nidau, à Bienne,,.
En 1905, elle fait l'acquisition d'un cinématographe ambulant avec lequel elle sillonne la Suisse. L'originalité du cinéma itinérant de Marguerite Weidauer-Wallenda réside dans le fait qu'elle filmait les piétons dans les rues puis faisait développer ses bobines à Paris afin que, 36 heures plus tard, elles puissent être montrées au public qui se précipitait nombreux pour voir ces projections. Elle diffusait ces films sur les places de marché et pendant les fêtes foraines. Avant l'apparition des cinémas fixes, les forains semblent avoir joué un rôle important dans la diffusion du cinéma auprès d'un large public.
En septembre 1912, elle aurait été mandatée officiellement et en exclusivité pour filmer la visite de l'Empereur allemand Guillaume II en Suisse — un document depuis lors rentré dans l'histoire du cinéma suisse — mais dont les archives taisent le nom de l'auteur, ou de l'autrice.

### «Madame» la foraine
Marguerite Weidauer-Wallenda est surtout restée célèbre en tant que foraine. Personnalité excentrique portant toujours un chapeau et se faisant appeler «Madame», elle a parcouru les places foraines d'Europe pendant plusieurs décennies avec ses attractions. En 1921, elle fait l'acquisition avec son mari du premier grand-huit de Suisse. Celui-ci a été commandité à Berlin et fabriqué par Mack Rides, pesait 110 tonnes, était constitué de 580 mètres de rails dotés de wagons en bois douglas canadien et a coûté près de 180 000 francs suisses. Un tour sur cette attraction durait 80 secondes. Le prix d'entrée - resté le même pendant toute la carrière de la foraine - était de 1 CHF par adulte et 0,50 CHF par enfant. Très à cheval sur la sécurité, la foraine n'a jamais eu à déplorer d'accident sur son attraction. La dernière utilisation du grand-huit en présence de Marguerite Weidauer-Wallenda fut lors de la braderie de Bienne en 1968. En 1971, l'attraction est mise aux enchères et rachetée par 3 forains lucernois, rafraichi puis utilisé quelques fois avant qu'on en perde totalement la trace.
Avec cette attraction, Marguerite Weidauer-Wallenda a fait la tournée des Lunaparks, faisant pas moins de 10 arrêts par année et passant au moins une semaine dans les plus grandes villes de Suisse. Pendant l'entre-deux-guerres, elle aurait même fait halte en Allemagne, à Stuttgart et à Münich. Ces tournées débutaient au mois de mars au Carnaval de Bienne et prenaient fin en novembre au Zybelemärit à Berne. Certaines sources mentionnent d'autres attractions dans l'entreprise foraine des Weidauer, notamment des autos-tamponneuses.
En 1952, Marguerite Weidauer-Wallenda est nommée présidente de la Société suisse des forains. Elle représente les intérêts de sa professions lors des négociations sur la loi sur le travail en Suisse,.

### Mort

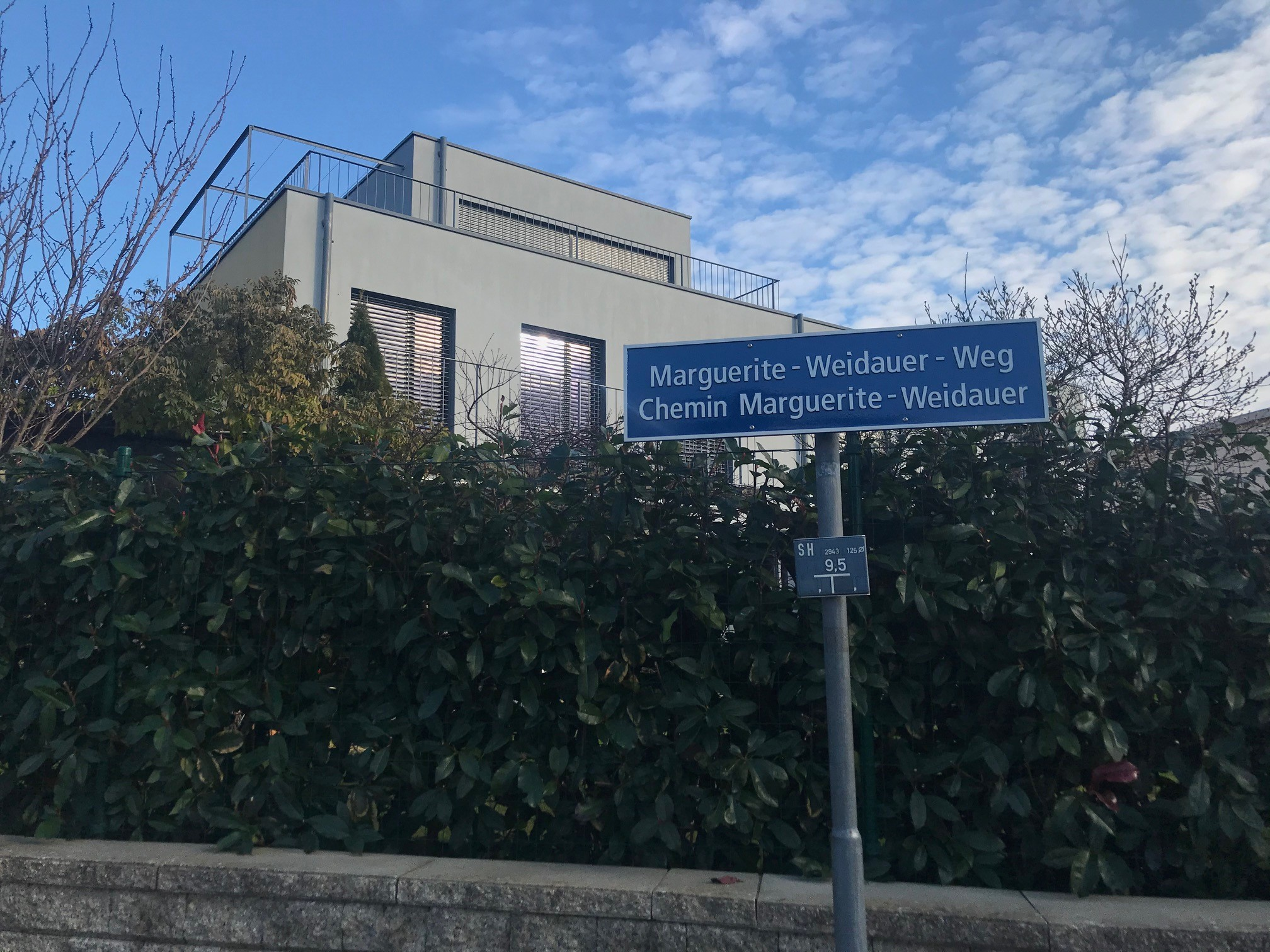
Chemin Marguerite Weidauer à Bienne.

Établie au 13 rue du Débarcadère à Bienne, Marguerite Weidauer-Wallenda vend terrain et maison le 26 mars 1969 pour retourner s'installer dans une roulotte. Elle passe ses dernières années dans ce mobile-home, sise à l'ancien emplacement du grand-huit à Nidau. Elle décède à Berne, après avoir été transportée aux urgences. En 1974 se conclut le procès autour de son héritage d'une valeur de 1,5 millon. Solde: Walter König reçoit 90% et l'ancien employé mentionné dans le testament 10%.

## Postérité
C'est la troisième femme à avoir eu une nécrologie dans les Annales biennoises. Depuis 2000, une rue porte son nom dans le quartier résidentiel du Petit-Marais, à Bienne.